# Oscar Zubía
Joffre Óscar Zubía (Montevideo, 1946. február 8. –) uruguayi válogatott labdarúgó.

## Pályafutása

### A válogatottban
1968 és 1971 között 15 alkalommal szerepelt az uruguayi válogatottban és 4 gólt szerzett. Részt vett az 1970-es világbajnokságon.

## Sikerei, díjai
Peñarol
- Copa Libertadores döntős (1): 1970

LDU Quito
- Ecuadori bajnok (2): 1974, 1975